# Alypia
Alypia es un  género de lepidópteros de la familia Noctuidae. Es originario de Norteamérica. 
Tienen una envergadura de  25 a 37 mm. Se alimentan de plantas de la familia de la uva, Vitaceae.

## Especies
- Alypia australis Schaus, 1920
- Alypia langtoni Couper, 1865
- Alypia lulesa Köhler, 1940
- Alypia mariposa Grote & Robinson, 1868
- Alypia octomaculata (Fabricius, 1775)
- Alypia ridingsii Grote, 1864
- Alypia wittfeldii H. Edwards, 1883

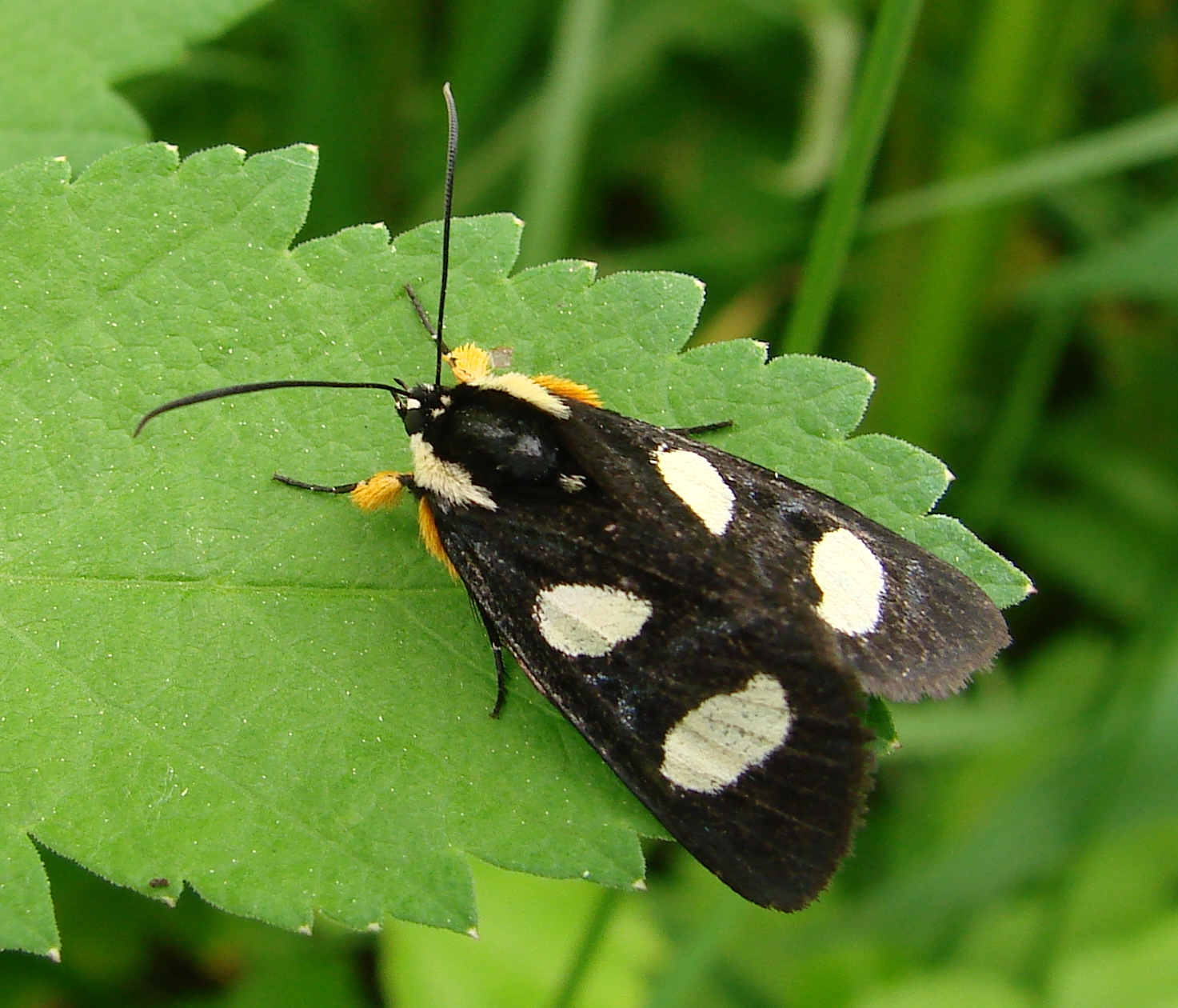
Alypia octomaculata